# Live and Unreleased
Live and Unreleased è il primo album dal vivo del gruppo musicale italiano Diaframma, pubblicato nel 1992 dalla Abraxas.

## Tracce
1. Impronte – 3:32
2. Neogrigio – 3:20
3. Siberia – 3:10
4. Desiderio del nulla – 4:30
5. Sdoppiamento – 5:20
6. In una finestra nera – 5:40
7. Elena – 3:50
8. Una carezza in un pugno – 1:00
9. L'altra parte di me – 2:40
10. Delorenzo – 2:40
11. Oceano – 3:27
12. Speranza – 3:10
13. Ultimo boulevard – 3:20
14. Un uomo, non un ragazzo – 3:40
15. Verde – 4:10
16. Libra – 3:00
17. Amsterdam – 5:50
18. Un giorno balordo – 3:30
19. Manca l'acqua – 2:00
20. Mio fratello – 4:00
21. Effe – 1:25
22. Epoca di sogno – 2:20